# مارکوس سوتنر
مارکوس سوتنر (آلمانی: Markus Suttner؛ زادهٔ ۱۶ آوریل ۱۹۸۷) بازیکن فوتبال اهل اتریش است.
از باشگاه‌هایی که در آن بازی کرده‌است می‌توان به باشگاه فوتبال آستریا وین، باشگاه فوتبال اینگولشتات ۰۴ و باشگاه فوتبال برایتون اند هوو آلبیون اشاره کرد.

## تیم ملی
وی در تیم‌های ملی فوتبال اتریش بازی کرده‌است.